# 納爾遜維爾 (密蘇里州)
納爾遜維爾（英語：Nelsonville）是位於美國密蘇里州馬里昂縣的非建制地區。

## 歷史
納爾遜維爾的郵局於1851年設立，1880年關閉後又於1890年重啟，最終於1973年停運。

## 地理
納爾遜維爾所處的海拔為高於海平面219米（即719英呎），而該地所採用的時區為UTC-6，即北美中部時區（CST）。同時該地設有夏令時間，為UTC-6調快一小時，即UTC-5（CDT）。